# 林农镇
林农镇，是中华人民共和国四川省绵阳市盐亭县曾经下辖的一个镇。2019年12月，撤销林农镇和永泰乡，设立永泰镇。

## 行政区划
林农镇撤销前下辖以下地区：
灵溪社区、灵溪村、檬椿村、桂花村、玉龙村、爱国村、中和村、长星村、安定村、桃园村、天宝村、书房村、石河村、玉成村和龙山村。